# 헵번식 로마자 표기법
한자(칸지)
가나
- 히라가나
  - 헨타이가나
- 가타카나
- 만요가나

사용법
- 후리가나
- 오쿠리가나

로마자 표기법(로마지)
- 헵번식
- 훈령식 (ISO)
- 일본식 (전자법)

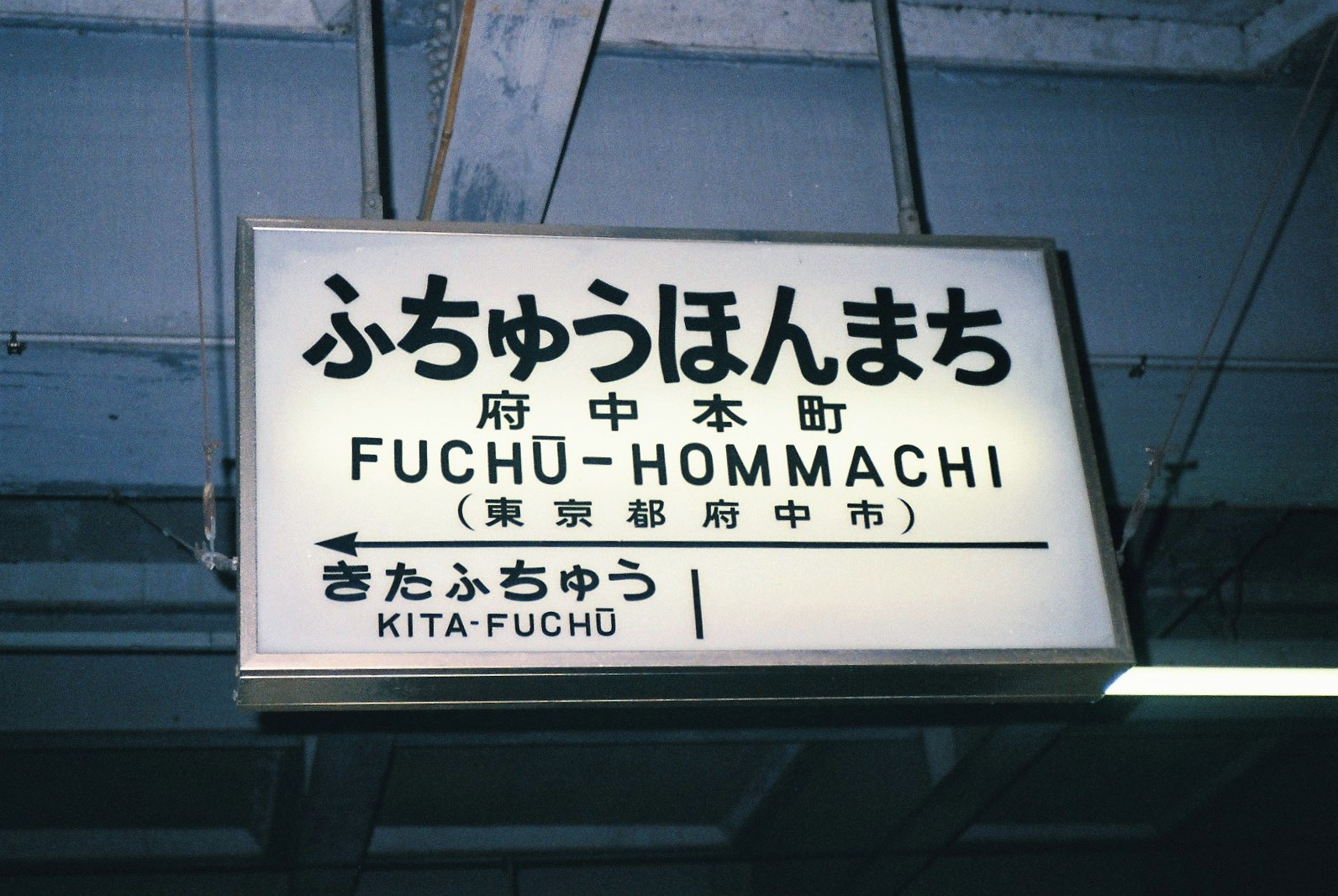

헵번식 로마자 표기법(일본어: ヘボン式ローマ字, Hepburn romanization)은 제임스 커티스 헵번 선교사가 1887년 일영사전(和英語林集成)을 만들면서 일본어 발음을 로마자로 표기한 방식에서 유래한 일본어 로마자 표기법이다. 이 표기법은 원래 1885년 로마자회(羅馬字会) 보관됨 2015-12-12 - 웨이백 머신에서 제안한 방식이었다. 헵번 방식은 그 후에 개정되었으며, 수정 헵번식 로마자 표기법(修正ヘボン式ローマ字)라고 한다. 수정 표기법은 표준식 로마자 표기법(標準式ローマ字)라고 불리기도 했다.
헵번식 표기법이나 그 변형들은 일본어를 로마자로 적는 데 가장 널리 쓰이는 방식이다. 헵번 표기법이 영어 음운론에 기반하고 있어, 일본어는 모르지만 영어는 아는 사람에게는 훈령식 로마자 표기법에 비해 보다 비슷하게 발음하게 된다. 또한 일본어가 모국어인 사람이라도 영어 교육을 통해 로마자에 익숙하다면 헵번식 표기법을 훈령식보다도 자연스럽게 받아들인다.

## 법적 지위
햅번식은 일본어가 아닌 영어 음운론에 바탕을 두고 있어 일본 내에서도 반대에 부딪혔다. 특히 1937년 9월 21일, 일본 내각은 훈령식이라고 불리는 새로운 표기법을 사용하는 조례를 제정하였다. 하지만 2차 대전 종전 후 연합군 최고사령부는 이 조례의 효력을 중지시켰다. 개정된 조례는 1954년 새로 제정되었다.
1972년, 개정된 헵번 표기법이 ANSI 표준 Z39.11-1972로 지정되었다. 1989년 ISO 3602 초안으로 헵번식이 제안되었으나 결국 훈령식이 채택되었다. Z39.11-1972 표준은 1994년 10월 6일 폐지되었다.
헵번식 표기법이 일본 정부 표준은 아니지만 일부 정부 기관에서 사용하고 있다, 예를 들어 외무성에서는 여권에 헵번식 표기법을 사용하며, 국토교통성에서는 도로와 철도역 표지판에 헵번 표기법을 사용한다.
법률상 표준은 아니지만 여러 분야에서 헵번식은 사실상 표준 역할을 하고 있다. 관공서나 경찰서, 신도, 절 등의 안내판 등에 사용되고 있다. 또한 영어 신문이나 미디어에서도 헵번식 표기법을 사용하고 있다.

## 헵번식 로마자 표기법 표

### 히라가나
| あ a  | い i   | う u   | え e  | お o  | (ya)     | (yu)     | (yo)     |
| ----- | ------ | ------ | ----- | ----- | -------- | -------- | -------- |
|       |        |        |       |       |          |          |          |
| か ka | き ki  | く ku  | け ke | こ ko | きゃ kya | きゅ kyu | きょ kyo |
| さ sa | し shi | す su  | せ se | そ so | しゃ sha | しゅ shu | しょ sho |
| た ta | ち chi | つ tsu | て te | と to | ちゃ cha | ちゅ chu | ちょ cho |
| な na | に ni  | ぬ nu  | ね ne | の no | にゃ nya | にゅ nyu | にょ nyo |
| は ha | ひ hi  | ふ fu  | へ he | ほ ho | ひゃ hya | ひゅ hyu | ひょ hyo |
| ま ma | み mi  | む mu  | め me | も mo | みゃ mya | みゅ myu | みょ myo |
| や ya |        | ゆ yu  |       | よ yo |          |          |          |
| ら ra | り ri  | る ru  | れ re | ろ ro | りゃ rya | りゅ ryu | りょ ryo |
| わ wa | ゐ i   |        | ゑ e  | を wo |          |          |          |
|       |        |        |       | ん n  |          |          |          |
|       |        |        |       |       |          |          |          |
| が ga | ぎ gi  | ぐ gu  | げ ge | ご go | ぎゃ gya | ぎゅ gyu | ぎょ gyo |
| ざ za | じ ji  | ず zu  | ぜ ze | ぞ zo | じゃ ja  | じゅ ju  | じょ jo  |
| だ da | ぢ ji  | づ zu  | で de | ど do | ぢゃ ja  | ぢゅ ju  | ぢょ jo  |
| ば ba | び bi  | ぶ bu  | べ be | ぼ bo | びゃ bya | びゅ byu | びょ byo |
| ぱ pa | ぴ pi  | ぷ pu  | ぺ pe | ぽ po | ぴゃ pya | ぴゅ pyu | ぴょ pyo |

빨간 글자는 현대 일본어에서 사용되지 않는다.

### 가타카나
| ア a  | イ i   | ウ u   | エ e  | オ o  | ヤ ya    | ユ yu    | ヨ yo    |
| カ ka | キ ki  | ク ku  | ケ ke | コ ko | キャ kya | キュ kyu | キョ kyo |
| サ sa | シ shi | ス su  | セ se | ソ so | シャ sha | シュ shu | ショ sho |
| タ ta | チ chi | ツ tsu | テ te | ト to | チャ cha | チュ chu | チョ cho |
| ナ na | ニ ni  | ヌ nu  | ネ ne | ノ no | ニャ nya | ニュ nyu | ニョ nyo |
| ハ ha | ヒ hi  | フ fu  | ヘ he | ホ ho | ヒャ hya | ヒュ hyu | ヒョ hyo |
| マ ma | ミ mi  | ム mu  | メ me | モ mo | ミャ mya | ミュ myu | ミョ myo |
| ラ ra | リ ri  | ル ru  | レ re | ロ ro | リャ rya | リュ ryu | リョ ryo |
| ワ wa | ヰ i   |        | ヱ e  | ヲ wo |          |          |          |
|       |        |        |       | ン n  |          |          |          |
| ガ ga | ギ gi  | グ gu  | ゲ ge | ゴ go | ギャ gya | ギュ gyu | ギョ gyo |
| ザ za | ジ ji  | ズ zu  | ゼ ze | ゾ zo | ジャ ja  | ジュ ju  | ジョ jo  |
| ダ da | ヂ ji  | ヅ zu  | デ de | ド do | ヂャ ja  | ヂュ ju  | ヂョ jo  |
| バ ba | ビ bi  | ブ bu  | ベ be | ボ bo | ビャ bya | ビュ byu | ビョ byo |
| パ pa | ピ pi  | プ pu  | ペ pe | ポ po | ピャ pya | ピュ pyu | ピョ pyo |

빨간 글자는 현대 일본어에서 사용되지 않는다.

### 표기 세칙
1. 조사로 쓰이는 は, へ는 발음에 따라 wa, e로 표기한다.
2. o, u의 장음은 각각 ō, ū로 표기한다. 나머지 장음은 모음을 그대로 적는다.
예: 東京 Tōkyō, 九州 Kyūshū, 大阪 Ōsaka / 小さい chiisai, 生命 seimei
  - 단, 장음 부호(ー)로 표기된 장음은 늘 ā, ī, ū, ē, ō로 표기한다.
예: ハート hāto, チーム chīmu, ページ pēji
3. 촉음은 다음에 오는 자음을 중복해 표기하되, sh 앞에서는 s로, ch 앞에서는 t로 표기한다.
예: けっか kekka, さっさと sassato, ずっと zutto, きっぷ kippu
예: ざっし zasshi, いっしょ issho, みっつ mittsu, こっち kotchi (× kocchi), まっちゃ matcha (× maccha)
4. ん은 모음이나 y 앞에서는 n'으로 표기한다.
예: きんえん kin'en (きねん kinen), こんや kon'ya
5. 고유 명사는 첫 글자를 대문자로 표기한다.

### 확장 가타카나
외국어를 옮겨 적을 때 사용된다. 대부분 공식 표준이 정해지지 않았고, 일부는 거의 사용되지 않는다.
|          |         |          | イェ ye  |          |
|          | ウィ wi |          | ウェ we  | ウォ wo  |
| ヷ va    | ヸ vi   |          | ヹ ve    | ヺ vo    |
| ヴァ va  | ヴィ vi | ヴ vu    | ヴェ ve  | ヴォ vo  |
|          |         |          | シェ she |          |
|          |         |          | ジェ je  |          |
|          |         |          | チェ che |          |
|          | ティ ti | トゥ tu  |          |          |
|          |         | テュ tyu |          |          |
|          | ディ di | ドゥ du  |          |          |
|          |         | デュ dyu |          |          |
| ツァ tsa |         |          | ツェ tse | ツォ tso |
| ファ fa  | フィ fi |          | フェ fe  | フォ fo  |
|          |         | フュ fyu |          |          |

빨간 글자는 현대 일본어에서 사용되지 않는다.

## 같이 보기
- 일본어의 한글 표기
- 일본어 로마자 표기법
- 최영애-김용옥 일본어 표기법